# Robert Pinsky
Robert Pinsky (Long Branch, 20 ottobre 1940) è un poeta, saggista, traduttore e critico letterario statunitense.
È autore di diciannove romanzi e molte collezioni di poesie. Fra i suoi lavori ci sono anche molti saggi, nonché un certo numero di traduzioni di autori stranieri come Dante Alighieri e Czesław Miłosz. I maggiori artisti da cui ha tratto spunto per i suoi lavori sono T. S. Eliot, Samuel Taylor Coleridge, Matthew Arnold e W. H. Auden.
Dal 1997 al 2000, ha lavorato come consulente alla Biblioteca del Congresso. Insegna presso la Boston University ed è editor per la rivista Slate.
Pinsky è inoltre autore di un gioco di fiction interattivo chiamato Mindwheel nel 1984, sviluppato dalle Industrie Synapse.
Durante la sua carriera ha ricevuto molti elogi, premi prestigiosi statunitensi (come il National Endowment for the Humanitiese) e importanti cariche letterarie (come il Poet Laureate Consultant in Poetry to the Library of Congress). È inoltre il fondatore di diverse associazioni, circoli letterari e progetti, fra cui importante è il Favorite Poem Project.
È comparso nell'episodio della serie a cartoni animati I Simpson Lisa la pseudo-universitaria, dove la giovane Lisa si fingeva una studentessa universitaria (tredicesima stagione, episodio venti).